# یوزف فرانک (معمار)
 یوزف فرانک (انگلیسی: Josef Frank؛ ۱۵ ژوئیهٔ ۱۸۸۵ – ۸ ژانویهٔ ۱۹۶۷) یک معمار اهل اتریش بود.